# Hnojový dům
Hnojový dům (německy Misthaus) je dřevěná horská chalupa v osadě Jizerka v Jizerských horách.
Původní chalupa byla postavena na přelomu 17. a 18. století. Po kolektivizaci zemědělství sloužila pro ustájení krav a jako skladiště hnoje. V roce 1964 ji za 345 Kčs zakoupil cestovatel a dobrodruh Gustav Ginzel a pomocí dvou horských potůčků, které sem svedl, ji vyčistil.
24. srpna 1995 Hnojový dům vyhořel v době, kdy byl jeho majitel v Austrálii. Spolu s chalupou shořelo i celé majitelovo muzeum kuriozit. Po svém návratu Ginzel zastřešil bývalou kamennou stáj – jedinou část stavení, která nepodlehla ohni, ubytoval se tam, přečkal v ní jizerskou zimu a později začal znovu budovat nový dům. Zanedlouho, r.1997 kdy byla dokončena roubená stavba, díky pomoci dobrovolníků (i zahraničních) stál opět nový Hnojový dům i s novými exponáty v muzeu kuriozit.

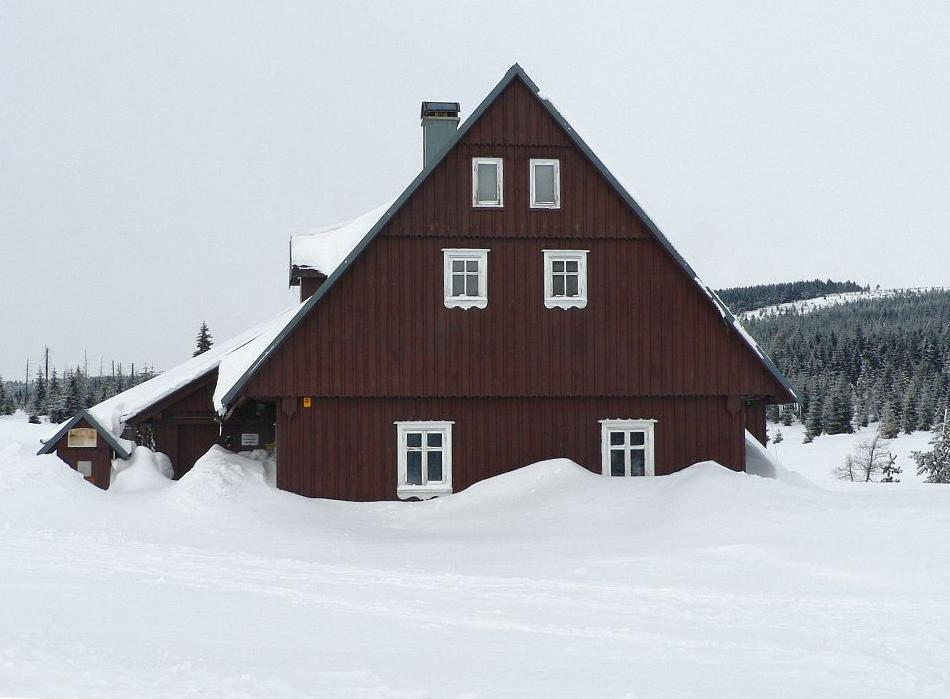
Nový Hnojový dům v Jizerských horách v zimě
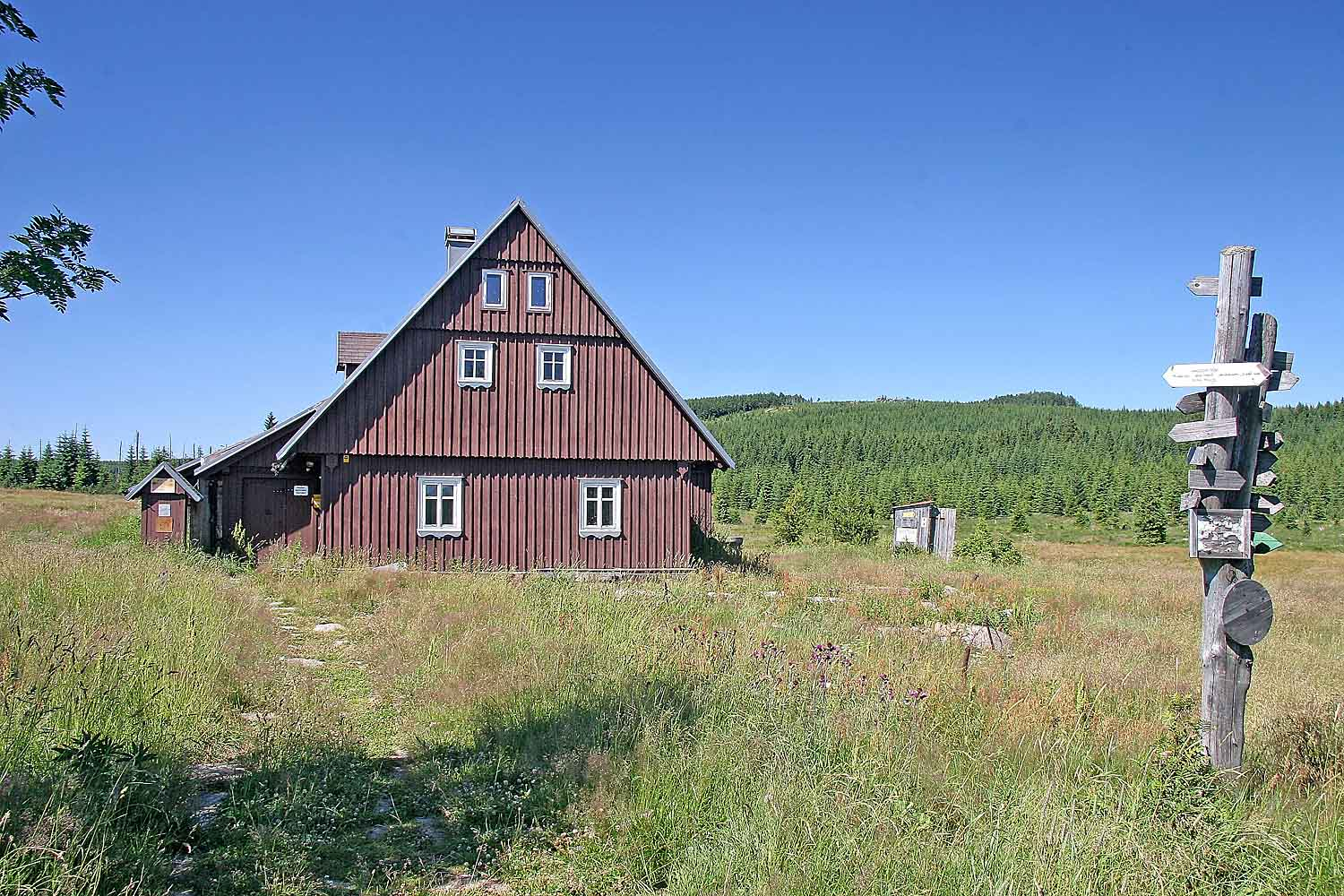
Nový Hnojový dům v Jizerských horách v létě 2006
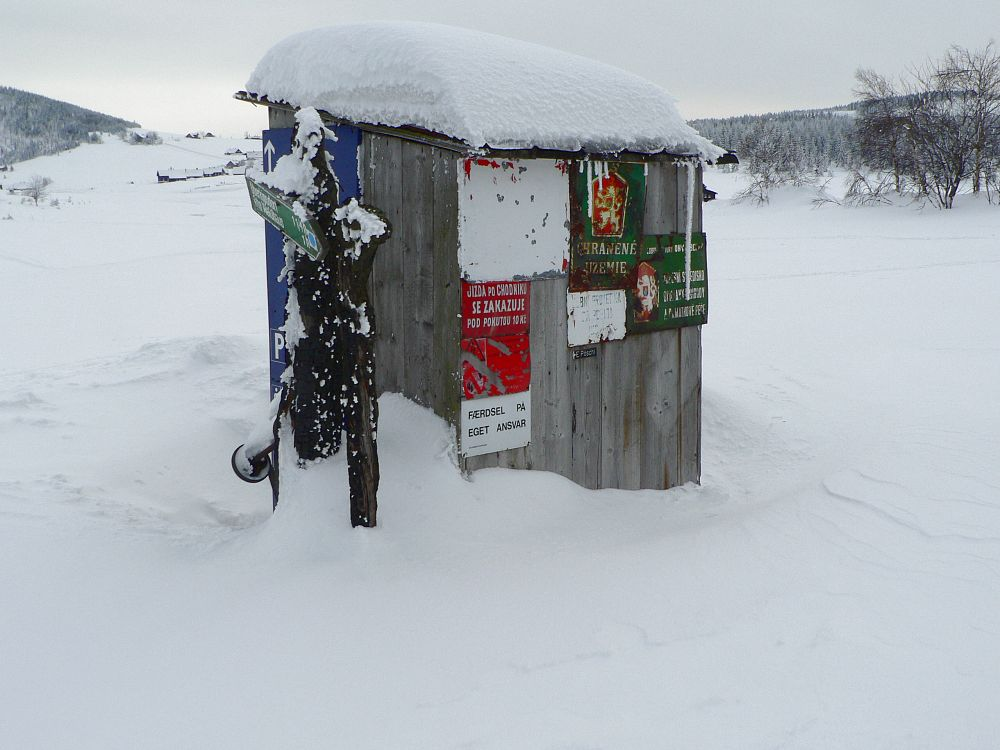
Záchod u Hnojového domu